# 오스트리아의 자매 도시 목록

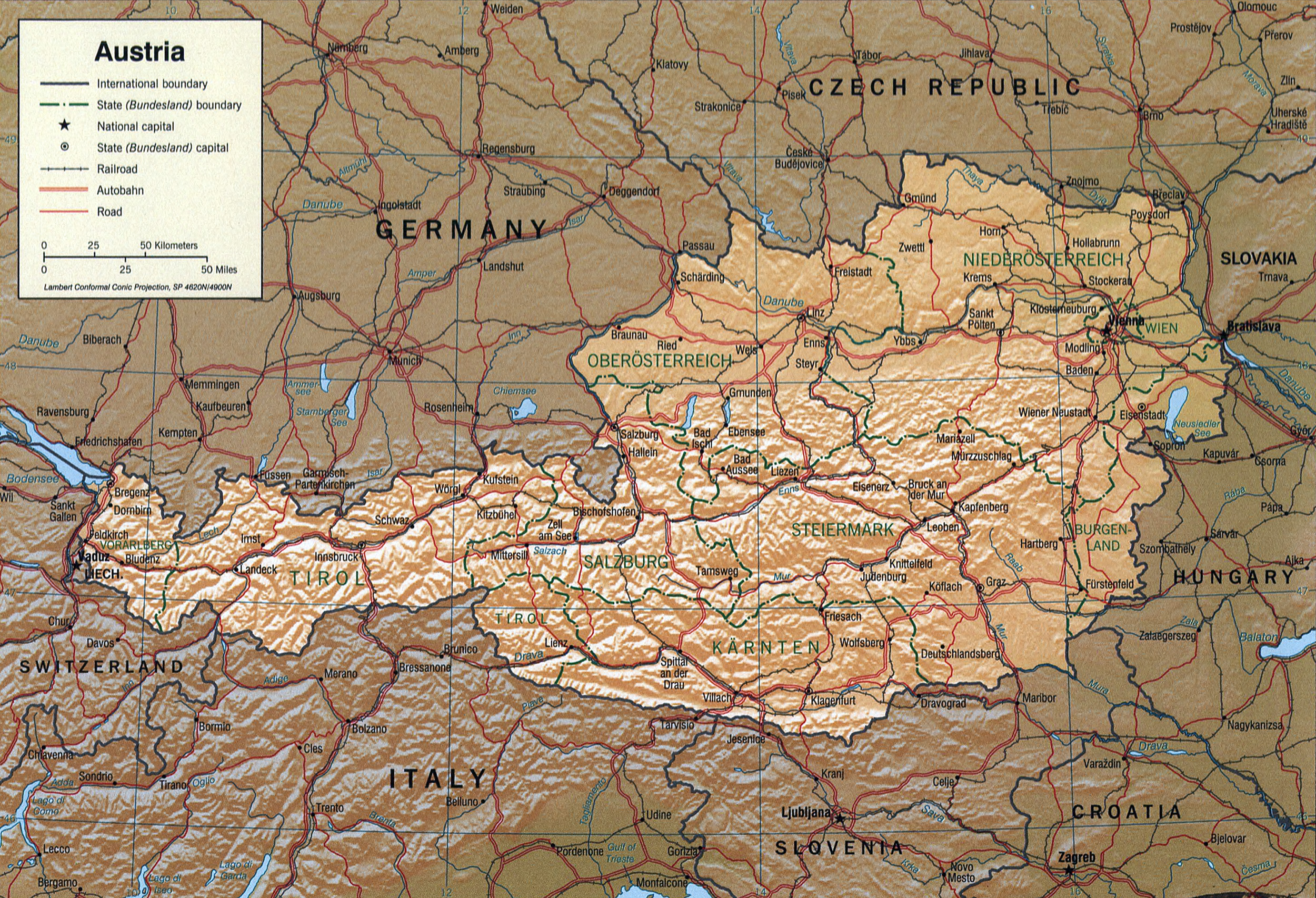
오스트리아의 지도

이 문서는 오스트리아의 도시들의 자매결연도시 목록을 정리한 것이다. 각 도시들은 주별로 나열하였으며, 기울임체로 쓰여진 도시는 자매 도시가 없는 도시들이며, 볼드체로 쓰여진 도시는 주도이다.

## 부르겐란트주
- 아이젠슈타트

 바드키싱겐, 바이에른주
 콜마르, 프랑스
 리냐노사비아도로, 이탈리아
 사누키, 일본
 쇼프론, 헝가리

## 케른텐주
- 볼프스베르크
- 슈피탈안데어드라우
- 클라겐푸르트
- 펠트키르헨
- 필라흐
- 헤르마고프레제거제 (Hermagor-Pressegger See)

## 니더외스터라이히주
- 몰딩

 퓌토, 프랑스 (1956년)
- 슈베하트
- 스톡케로
- 비너노이슈타트
- 암슈테텐

 알스펠트, 독일 (1979년)
- 장크트푈텐

 앨투나, 미국
 하이덴하임안데어브렌츠, 독일
- 입스 (Ybbs)

 보비오, 이탈리아 (1992년)
- 즈베틀
- 크렘스안데어도나우
- 클로스터노이브르크
- 툴른안데어도나우
- 트라이스킬천 (Traiskirchen)
- 페르흐톨즈도르프

## 오버외스터라이히주
- 그문덴

 파엔차, 이탈리아
- 레온딩
- 린츠

 청두, 중국 (1983년)
 린츠, 독일 (1987년)
 광양, 한국 (1991년)
- 리트임잉크라이스
- 벨스
- 브라우나우암인
- 셸딩 (Schärding)
- 슈타이어
- 안스펠덴
- 트라운

## 잘츠부르크주
- 잘츠부르크

 드레스덴, 독일 (1991년)
- 잘펠덴암스타이널른미어 (Saalfelden am Steinernen Meer)
- 할라인

## 슈타이어마르크주
- 갈
- 그라츠

 코번트리, 잉글랜드 (1948년)
 몽클레어, 미국 (1950년)
 흐로닝언, 네덜란드 (1964년)
 다름슈타트, 독일 (1968년)
 트론헤임, 노르웨이 (1968년)
 풀라, 크로아티아 (1972년)
 트리스케, 이탈리아 (1973년)
 마리보르, 슬로베니아 (1987년)
 페치, 헝가리 (1989년)
 두브로브니크, 크로아티아 (1994년)
- 레오벤
- 뮐르츠슈라크
- 바트아우스제
- 브루크안데어무어
- 옵다흐
- 유덴부르크
- 토를 (Thörl)
- 캅펜베르크

 셰르본느, 영국

## 티롤주
- 리엔츠
- 슈바르츠
- 인스브루크

 크라카우, 폴란드
 사라예보, 보스니아 헤르체고비나 (1980년)
 트빌리시, 그루지야(조지아)
- 쿠프슈타인
- 킷츠뷔헬

 그리니치, 미국 (1961년)
 야마가타, 일본 (1963년)
 선 밸리, 미국 (1967년)
 슈테르칭, 이탈리아 (1971년)
 뤼에유말메종, 프랑스 (1979년)
 바트소덴, 독일 (1984년)
- 텔프스
- 할인티롤

## 포어아를베르크주
- 도르비른
- 루스테나우
- 블루덴즈
- 브레겐츠
- 펠트키르히
- 호에넴스

## 빈

### 자매 도시
베오그라드, 세르비아
 브라티슬라바, 슬로바키아
 부다페스트, 헝가리
 브르노, 체코
 키이우, 우크라이나
 류블랴나, 슬로베니아
 타브리즈, 이란
 이스탄불, 터키
 튀니스, 튀니지
 모스크바, 러시아
 텔아비브, 이스라엘
 바르샤바, 폴란드
 자그레브, 크로아티아

### 쌍둥이 도시 프로그램
쌍둥이 도시 프로그램이란 협력과 우호 관계를 맺은 도시로서, 자매 도시와 비슷한 역할을 한다.
- 니시, 세르비아

### 자매 지구
빈의 일부 지구들은 일본 도시들의 지구와 연합을 맺었다.